# Salts als Jocs Olímpics d'Estiu de 1932 - Palanca de 10 metres masculina
El salt de palanca de 10 metres masculina fou una de les quatre proves de salts que es disputà dins el programa dels Jocs Olímpics d'Estiu de Los Angeles del 1932. La prova es va disputar el 13 d'agost de 1932. Hi van prendre part 8 saltadors de 5 països diferents.

## Medallistes
| Or                 | Plata                  | Bronze            |
| Harold Smith (USA) | Michael Galitzen (USA) | Frank Kurtz (USA) |

## Resultats
Els saltadors havien de fer vuit salts, quatre d'obligatoris i quatre de lliures. En ser sols 8 saltadors es va disputar la final directa.
| Posició | Atleta           | País         | Salt  | Salt  | Salt  | Salt  | Salt  | Salt  | Salt  | Salt  | Total  |
| Posició | Atleta           | País         | #1    | #2    | #3    | #4    | #5    | #6    | #7    | #8    | Total  |
| ------- | ---------------- | ------------ | ----- | ----- | ----- | ----- | ----- | ----- | ----- | ----- | ------ |
| 1       | Harold Smith     | Estats Units | 10,08 | 13,68 | 14,40 | 15,30 | 17,16 | 19,80 | 18,04 | 16,34 | 124,80 |
| 2       | Michael Galitzen | Estats Units | 9,84  | 14,44 | 13,76 | 14,62 | 18,48 | 17,94 | 16,72 | 18,48 | 124,28 |
| 3       | Frank Kurtz      | Estats Units | 9,36  | 12,54 | 14,08 | 12,58 | 16,28 | 17,10 | 20,24 | 19,80 | 121,98 |
| 4.      | Josef Staudinger | Àustria      | 8,88  | 13,30 | 12,80 | 11,22 | 13,68 | 16,28 | 14,96 | 12,32 | 103,44 |
| 5.      | Carlos Curiel    | Mèxic        | 8,40  | 8,74  | 10,56 | 10,88 | 10,80 | 10,12 | 11,56 | 12,76 | 83,82  |
| 6.      | Jesús Flores     | Mèxic        | 5,52  | 6,46  | 11,20 | 8,16  | 12,80 | 8,80  | 9,60  | 15,40 | 77,94  |
| 7.      | Alfred Phillips  | Canadà       | 7,20  | 5,32  | 12,16 | 7,14  | 14,96 | 12,24 | 13,68 | 4,40  | 77,10  |
| 8.      | Hidekatsu Ishida | Japó         | 8,40  | 3,42  | 7,04  | 9,52  | 14,82 | 7,92  | 11,16 | 13,64 | 75,92  |